# Primula faberi
Primula faberi là một loài thực vật có hoa trong họ Anh thảo. Loài này được Oliv. miêu tả khoa học đầu tiên năm 1888.